# Doći i ostati (1965.)
Doći i ostati, hrvatski dugometražni film iz 1965. godine.